# Diego Hypólito
Diego Matias Hypólito (Santo André, 19 giugno 1986) è un ginnasta brasiliano.

## Biografia
Ha rappresentato il Brasile ai Giochi olimpici estivi di Rio de Janeiro 2016, vincendo la medaglia d'argento nel corpo libero, concludendo alle spalle del britannico Max Whitlock.
Ha vinto diverse medaglie nel corpo libero ai Campionati mondiali di ginnastica artistica, divenendo campione nella specialità per due volte: nel 2005 e nel 2007.
Ha fatto coming out come gay nel maggio 2019. In un articolo per UOL Esporte ha raccontato di aver vissuto anni di non accettazione delle proprio orientamento sessuale a causa della propria educazione profondamente religiosa. Ha affermato: "Voglio che le persone sappiano che sono gay e che non me ne vergogno".

## Palmarès
- Giochi olimpici

Rio de Janeiro 2016: argento nel corpo libero.
- Mondiali

Melbourne 2005: oro nel corpo libero.
Aarhus 2006: argento nel corpo libero.
Stoccarda 2007: oro nel corpo libero.
Tokyo 2011: bronzo nel corpo libero.
Nanning 2014: bronzo nel corpo libero.
- Giochi panamericani

Santo Domingo 2003: argento nella competizione a squadre e nel volteggio.
Rio de Janeiro 2007: oro nel corpo libero e nel volteggio e argento nella competizione a squadre.
Guadalajara 2011: oro nella competizione a squadre, nel corpo libero e nel volteggio.
- Giochi sudamericani

Medellín 2010: oro nella competizione a squadre, nel corpo libero e nel volteggio.